# Neuville-sur-Sarthe
Neuville-sur-Sarthe – miejscowość i gmina we Francji, w regionie Kraj Loary, w departamencie Sarthe.
Według danych na rok 1990 gminę zamieszkiwało 2 121 osób, a gęstość zaludnienia wynosiła 92 osoby/km² (wśród 1504 gmin Kraju Loary, Neuville-sur-Sarthe plasuje się na 271. miejscu pod względem liczby ludności, natomiast pod względem powierzchni na miejscu 450.).